# Anosia snelleni
Anosia snelleni är en fjärilsart som beskrevs av Kalis 1933. Anosia snelleni ingår i släktet Anosia och familjen praktfjärilar. Inga underarter finns listade i Catalogue of Life.